# Тэттнэлл, Джосайя
Джосайя Тэттнэлл (Josiah Tattnall; 14 июня 1794, Саванна — 14 июня 1871, там же) — американский военно-морской деятель и чиновник.
Родился в семье сенатора США от штата Джорджия. Получил образование в Англии. На службу в военно-морской флот Соединённых Штатов поступил 1 января 1812 года в звании мичмана, до 1 августа того же года учился в Военно-морской академии в Вашингтоне. 25 февраля 1836 года был повышен до коммодора, затем служил на Бостонской верфи, в Средиземноморской и Африканской эскадрах, участвовал в Американо-мексиканской войне, во время которой был ранен в руку. Во время службы в конце 1850-х годов на Дальнем Востоке нарушил американский нейтралитет, оказав со своим флагманом помощь британским и французским войскам, сражавшимся против китайских крепостей Дагу, произнеся тогда ставшую знаменитой фразу «Кровь гуще воды», и находился на реке Хайхэ во время неудачной атаки 25 июня 1859 года. В 1860 году находился в составе американского посольства в Японию.
После начала Гражданской войны встал на сторону Конфедерации и возглавил военно-морские силы КША, когда Франклин Бьюкенен ушел в отставку после ранения в сражении с федеральными силами при Хэмптон-Роудс. Конфедерации, однако, так и не удалось создать собственного полноценного флота, ввиду чего Тэттнэллу пришлось руководить в основном незначительными операциями на речных водах в условиях ограниченности ресурсов. Остаток жизни провёл в родном городе.
- Эта статья (раздел) содержит текст, взятый (переведённый) из одиннадцатого издания «Британской энциклопедии», перешедшего в общественное достояние.